# Guerra anglo-persa
La Guerra Anglopersa de 1856-1857 fou un conflicte armat entre Pèrsia i el Regne Unit de la Gran Bretanya i Irlanda.
Després de les seves derrotes davant els russos el 1813 (Tractat de Gulistan) i 1828 (Tractat de Turkmanchay) els perses van voler compensar assegurant la possessió de l'Afganistan occidental, on es va intentar incorporar el principat d'Herat (1833, 1837-1839 i 1852) amb l'oposició dels britànics. Herat estava governat pels sadozay i Kabul i Kandahar pels barakzay o muhammadzay. El 1842 Kamran ibn Mahmud Sadozay d'Herat fou assassinat pel seu visir Yar Muhammad Khan que va governar de fet fins a la seva mort el 1851, i llavors el seu fill i successor Sayyid Muhammad Khan va demanar ajut a Nasir al-Din Qadjar de Pèrsia contra els barakzay de Kabul i de Kandahar; tropes perses van entrar a Herat el 1852. En represàlia els britànics, oposats a la seva presència, van ocupar l'illa de Kharg i els perses llavors es van retirar, i va acordar que no les tornarien a enviar a menys que Herat fou atacat des de l'est, comprometent-se a no interferir als afers interns d'Herat.
El 1853, Sheil fou suceeit com a delegat britànic a Teheran per Charles Augustus Murray que va causar una sèrie d'incidents que van portar al trencament de relacions diplomàtiques. Murray va sortir de Teheran el 20 de novembre de 1855 i el 5 de desembre era a Tabriz i finalment el maig de 1856 a Bagdad. A Teheran va restar el cònsol britànic R. W. Stevens.
El setembre/octubre de 1855 el príncep d'Herat, Sayid Muhammad Khan, fou deposat i mort i Muhammad Yusuf Sadozay, considerat proper a Pèrsia, va prendre el poder. Immediatament l'exèrcit persa va entrar a Herat. Yusuf amenaçat per Dost Muhammad que l'agost havia entrar a Kandahar, va tractar de temporitzar i procurar la retirada persa però aquestos van continuar i llavors Yusuf va hissar la bandera britànica a Herat. Fou empresonat i enviat al campament persa per Isa Khan, que li feia de visir i que va agafar el poder; els perses van agafar posicions a les fortaleses a Herat i rodalia.
Però va esclatar una revolta xiïta que va expulsar els perses de la ciutat i Isa Khan, va hissar altre cop bandera britànica i va oferir el kanat als britànics a canvi d'ajut. Finalment les tropes perses van conquerir la ciutat l'octubre de 1856.
Els britànics van preparar una expedició militar i van llençar un ultimàtum; l'1 de novembre de 1856 els britànics van declarar la guerra i van decidir que es lliuraria de manera naval al Golf Pèrsic. El general Skalter va ocupar l'illa de Kharg el 4 de desembre i el 10 de desembre els britànics entraven a Bushire on fou instal·lat Sir James Outram com a comandant governador (27 de gener de 1857).
Els perses acamparen a Borazdjan a 100 km al nord-est de Bushire, però els britànics van ocupar aquest lloc el 5 de febrer quan ja els perses s'havien retirat deixant tot el seu equip; un atac de soldats regulars perses i de cavalleria irregular a Bushire el 7 de febrer fou rebutjat fàcilment amb moltes baixes (700 morts per 16 només els britànics). Des d'aquest moment Pèrsia va començar a negociar la pau amb mediació francesa.
El 26 de març de 1857 la batalla de Muhammara (Khorramshahr), ciutat que havia passat a Pèrsia només el 1847 pel Tractat d'Erzurum (abans era otomana), va deixar aquesta ciutat en mans dels britànics dirigits per Outram i per Henry Havelock arribat de reforç. Una flotilla va remuntar el riu Kharun i va arribar a Ahwaz l'1 d'abril per retornar a Muhammara dos dies després.
El 4 de març Pèrsia va signar la pau a París (Tractat de París) ratificat a Bagdad el 2 de maig de 1857. Pèrsia renunciava a reclamar Herat i Afganistan i Gran Bretanya arbitraria qualsevol disputa entre ambdós estats.
Les tropes britàniques es van retirar el maig/juny de 1857 en arribar notícies del motí a l'Índia; van quedar algunes forces que van sortir progressivament, les darreres les de l'illa de Kharg la primavera del 1858. Els perses per la seva banda van evacuar Herat. Isa Khan fou assassinat el 4 de desembre de 1856. També Muhammad Yusuf fou assassinat pels parents de Sayd Muhammad. Els perses van deixar al tron a Sultan Ahmad Khan nebot i gendre de Dust Muhammad que de fet era vassall de Pèrsia encara que no estava proclamat així oficialment, però fou reconegut pels britànics; fou enderrocat per Dust Muhammad el maig de 1863.